# Can't Take Me Home
Can't Take Me Home (срп. Не можеш да ме одведеш кући) је деби албум америчке певачице Пинк. У Америци је објављен 4. априла 2000. године. Са албума су се издвојила три сингла: There You Go, Most Girls и You Make Me Sick. Овај албум поседује елементе Р&Б музике, за разлику од осталих, будућих албума.

## Листа песама
1. „“ - 4:01
2. „“ - 2:58
3. „“ - 4:59
4. „“ - 3:23
5. „“ - 4:08
6. „“ - 4:45
7. „“ - 5:14
8. „“ - 4:15
9. „“ - 3:39
10. „“ - 5:51
11. „“ - 3:58
12. „“ - 3:32
13. „“ - 3:38